# Daïra d'Illizi
La daïra d'Illizi est une daïra d'Algérie située dans la wilaya d'Illizi et dont le chef-lieu est la ville éponyme de Illizi.

## Localisation
La daïra d'Illizi est située au centre de la wilaya d'Illizi.

## Communes de la daïra
La daïra d'Illizi n'est composée que d'une seule commune : Illizi.